# Phigalia meridionalis
Phigalia meridionalis là một loài bướm đêm trong họ Geometridae.